# Guelfo III di Altdorf
Guelfo III di Altdorf (960/970 – Weingarten, 10 marzo 1030) è stato un nobile tedesco, conte svevo e membro del ramo svevo della dinastia dei vecchi Welfen.

## Origini
Guelfo era il figlio più giovane di Rodolfo II, conte di Altdorf e Ida, figlia del duca di Svevia Corrado I. Secondo Giuseppe Albertoni, Guelfo III, in virtù dei suoi legami parentali con i Ratpotoni, avrebbe ereditato le terre e la carica di conte di Norital.

## Biografia
Nel 1015 sposò Imiza di Lussemburgo, la quale ricevette alcuni beni fiscali in zona alpina, tra cui la proprietà di Mering, situato nei pressi della antica strada per Roma verso Asburgo e Salisburgo e poi verso il passo del Brennero; essa ricevette inoltre altri beni fiscali posti sul suddetto percorso di Fern, Merano e Reschen. Inoltre, grazie a questa unione, ebbe il favore dell'imperatore Enrico II.
All'inizio del decennio del 1020, Guelfo prima entrò in conflitto con il vescovo di Strasburgo Guarniero/Werner I d'Asburgo. Nel 1024 si oppose all'elezione Corrado II del Sacro Romano Impero nel 1024, che considerava contraria agli interessi della sua famiglia, decidendo quindi di ribellarsi con il parente Ernesto II di Svevia. Nel 1026 fu coinvolto in una guerra contro le diocesi di Augusta e Frisinga. Egli saccheggiò il tesoro del vescovo Bruno di Augusta, fratello minore di Enrico II, (1006-1029) e saccheggiando anche la città di Augusta.  Alla fine però i ribelli dovettero alla fine sottomettersi. Corrado II tentò quindi di eliminare la presenza dei vecchi Welfen nell'area alpina: nel 1027 un mese prima del processo a Ulm, si vide sottrarre la contea di Norital, la quale venne data in parte al vescovo di Bressanone Arduico della stirpe dei Sigeardingi. La stirpe perse quindi il controllo dei passi alpini verso Trento, essenziali per il passaggio nel regno d'Italia; essi però mantennero il percorso Fern-Reschen-Merano. Ottenne poi il perdono di Corrado con la restituzione dell'eredità paterna. Fu sepolto in Altdorf.

## Discendenza
Guelfo III sposò attorno al 1015 Imiza di Lussemburgo, figlia del conte Federico di Lussemburgo. Ella era dunque nipote del duca di Baviera Enrico V e di Cunegonda, moglie dell'imperatore Enrico II, che fu duca di Baviera. Essi ebbero due figli:
- Guelfo IV, duca di Carinzia e margravio di Verona dal 1047 alla morte;
- Cunegonda (o Cunizza), che sposò Alberto Azzo II d'Este, marchese di Milano, conte di Luni, Genova e Tortona.

## Ascendenza
|                       |                         |                                 | Genitori                |  |  | Nonni |  |  | Bisnonni          |  |  | Trisnonni          |  |
|                       |                         |                                 |                         |  |  |       |  |  | Enrico di Altdorf |  |  | Eticho di Ammergau |  |
|                       |                         |                                 |                         |  |  |       |  |  | Enrico di Altdorf |  |  | Eticho di Ammergau |  |
|                       |                         | …                               |                         |  |  |       |  |  | Enrico di Altdorf |  |  |                    |  |
| Rodolfo I di Altdorf  |                         |                                 |                         |  |  |       |  |  | Enrico di Altdorf |  |  |                    |  |
|                       |                         | …                               | …                       |  |  |       |  |  |                   |  |  |                    |  |
|                       |                         | …                               | …                       |  |  |       |  |  |                   |  |  |                    |  |
|                       |                         | …                               | …                       |  |  |       |  |  |                   |  |  |                    |  |
| Rodolfo II di Altdorf |                         | …                               |                         |  |  |       |  |  |                   |  |  |                    |  |
|                       |                         | …                               | …                       |  |  |       |  |  |                   |  |  |                    |  |
|                       |                         | …                               | …                       |  |  |       |  |  |                   |  |  |                    |  |
|                       |                         | …                               | …                       |  |  |       |  |  |                   |  |  |                    |  |
| …                     |                         | …                               |                         |  |  |       |  |  |                   |  |  |                    |  |
|                       |                         | …                               | …                       |  |  |       |  |  |                   |  |  |                    |  |
|                       |                         | …                               | …                       |  |  |       |  |  |                   |  |  |                    |  |
|                       |                         | …                               | …                       |  |  |       |  |  |                   |  |  |                    |  |
| Guelfo III di Altdorf |                         | …                               |                         |  |  |       |  |  |                   |  |  |                    |  |
|                       | Odo di Wetterau (forse) | Gebeardo di Lotaringia          |                         |  |  |       |  |  |                   |  |  |                    |  |
|                       | Odo di Wetterau (forse) | Gebeardo di Lotaringia          |                         |  |  |       |  |  |                   |  |  |                    |  |
|                       | Odo di Wetterau (forse) | …                               |                         |  |  |       |  |  |                   |  |  |                    |  |
| Corrado I di Svevia   | Odo di Wetterau (forse) |                                 |                         |  |  |       |  |  |                   |  |  |                    |  |
|                       |                         | Cunegonda di Vermandois (forse) | Erberto I di Vermandois |  |  |       |  |  |                   |  |  |                    |  |
|                       |                         | Cunegonda di Vermandois (forse) | Erberto I di Vermandois |  |  |       |  |  |                   |  |  |                    |  |
|                       |                         | Cunegonda di Vermandois (forse) | …                       |  |  |       |  |  |                   |  |  |                    |  |
| Ita di Öhningen       |                         | Cunegonda di Vermandois (forse) |                         |  |  |       |  |  |                   |  |  |                    |  |
|                       |                         | …                               | …                       |  |  |       |  |  |                   |  |  |                    |  |
|                       |                         | …                               | …                       |  |  |       |  |  |                   |  |  |                    |  |
|                       |                         | …                               | …                       |  |  |       |  |  |                   |  |  |                    |  |
| …                     |                         | …                               |                         |  |  |       |  |  |                   |  |  |                    |  |
|                       |                         | …                               | …                       |  |  |       |  |  |                   |  |  |                    |  |
|                       |                         | …                               | …                       |  |  |       |  |  |                   |  |  |                    |  |
|                       |                         | …                               | …                       |  |  |       |  |  |                   |  |  |                    |  |
|                       |                         | …                               |                         |  |  |       |  |  |                   |  |  |                    |  |